# 13993 Clemenssimmer
13993 Clemenssimmer è un asteroide della fascia principale. Scoperto nel 1993, presenta un'orbita caratterizzata da un semiasse maggiore pari a 2,3376977 UA e da un'eccentricità di 0,0520299, inclinata di 4,04989° rispetto all'eclittica.